# Basilio Sánchez
Basilio Sánchez es un poeta español nacido en Cáceres en 1958.

## Biografía
Licenciado en Medicina y Cirugía por la Universidad de Extremadura, posteriormente se especializó en Medicina Intensiva, actividad que ejerce desde 1983 en la UCI del Hospital Universitario de su ciudad natal.
Con su primer libro, A este lado del alba, consigue un accésit del Premio Adonáis de Poesía en 1983. Después de un periodo de silencio de casi diez años, en 1993 edita su segundo libro, Los bosques interiores, en el que se perfilan ya nítidamente el tono y los rasgos que singularizan su obra de madurez. Este libro, revisado en profundidad, fue reeditado en 2002 (Amarú, Salamanca). 
El resto de su obra poética está compuesto por los siguientes títulos: La mirada apacible (1996), Al final de la tarde (1998), El cielo de las cosas (2000), Para guardar el sueño (2003), Entre una sombra y otra (2006), Las estaciones lentas (2008), Cristalizaciones (2013), Esperando las noticias del agua (2018), He heredado un nogal sobre la tumba de los reyes (2019), Premio Loewe y elegido por El Cultural como el mejor libro de poesía de 2019  y El baile de los pájaros (2023). Ha publicado, también, dos libros de narrativa que recorren el territorio de la memoria: El cuenco de la mano (2007) y La creación del sentido (2015), y un libro de ensayo en fragmentos en el que reflexiona sobre la poesía: El buen lugar (2025).
El conjunto de su obra poética, con la excepción de su primer libro, está recogido en el volumen Los bosques de la mirada. Poesía reunida 1984-2009 (2010). Como señala el profesor Miguel Ángel Lama en el texto que acompaña a esta recopilación, su poesía ha sido destacada por la crítica como una de las más sugerentes expresiones de poesía meditativa contemporánea, que no se queda en una contemplación ensimismada como punto de partida y de llegada, sino que muestra su vocación de conquista moral en un mundo en el que los pilares éticos se ven agredidos.
Ha recibido, además del Adonáis, el accésit del Premio de Poesía Jaime Gil de Biedma (1995 y 2003), el Premio Internacional de Poesía Unicaja (2005), el Premio Internacional de Poesía Tiflos (2008), el Premio Extremadura a la Creación a la Mejor Obra Literaria de Autor Extremeño (2007), el Premio Ciudad de Córdoba Ricardo Molina (2012) y el Premio Internacional de Poesía Loewe (2018). El 22 de abril de 2022 el jurado del III Premio Nacional de Poesía Meléndez Valdés le concedió el galardón, entre seis finalistas, al considerar su libro He heredado un nogal sobre la tumba de los reyes el mejor libro publicado en España en el trienio 2019-2021.
Ha sido incluido en diversas antologías poéticas. Entre los años 2000 y 2003 fue director del Aula de Poesía José María Valverde de Cáceres.

LA CRÍTICA HA DICHO DE SU OBRA:
Basilio Sánchez utiliza la palabra poética para metamorfosear la realidad y, al hacerlo, enriquecerla o desentrañarla. Antonio Colinas, sobre La mirada apacible, 1996.
Su afán contemplativo no se detiene en la superficie de las cosas. Es una permanente indagación en lo que éstas revelan, es una búsqueda de sus capacidades evocadoras y de las galerías que las comunican con la memoria del hombre y con la muerte. Manuel Rico, Babelia, El País, 10-04-1999.
He aquí la expresión de un universo breve, cuya pureza es un aceite con que aliviar las rozaduras de la existencia. Ángel L. Prieto de Paula,  Babelia, El País  7-08-2004.
Sus poemas construyen la figura de quien vive en ellos, las cosas de su entorno, y la trama de este conjunto funciona como honda manera de pensar. Miguel Casado, ABC Cultural, 3-09-1998.
Lenguaje poético claro, elemental y natural, pero bajo su misteriosa transparencia, late una honda reflexión sobre la condición humana y sobre la precariedad de la existencia, siempre necesitada de refugio. Luis García Jambrina, ABC Cultural, 26-06-2004.
Su poética acoge una de las dicciones más intensas de la poesía española contemporánea, configurada en una obra que no responde tanto a una deliberación literaria como a un estrecho acompasamiento entre existencia y poesía. Tomás Sánchez Santiago, Árrago, Diario HOY,  28-03-2001.
La suma de sus libros semeja el mecanismo de una muñeca rusa, cada uno acogiendo en su seno los anteriores, abriendo posibilidades de expresión, ampliando y templando la calidad del timbre de voz, siempre reconocible pero siempre distinto. Antonio Ortega, Babelia, El País 15-07-2006.
Escritura de lo doble o doble escritura, por medio de la cual vida y escritura se anudan, se corresponden. Túa Blesa. El Cultural, 25-05-2006.
Exacto sin hipérbole, metafórico sin desafuero, habla a media voz, a veces casi susurra, convencido de que el exceso en el decir perjudica la verosimilitud de lo dicho. Eduardo Moga, Turia, n.º 88, 2009.
Hay en toda su poesía, una mirada abierta al misterio del mundo, una búsqueda de la palabra capaz de dar cuenta de la presencia de las cosas, un continuo asombro y un infinito respeto por la naturaleza, la vida, los otros. Este es el territorio de Basilio Sánchez: el respeto por lo pequeño, la intangible belleza de lo efímero, el cuidado, el asombro ante todo lo vivo. Antonio Crespo Massieu, Viento Sur, 2014.
La suya es una poesía sutil, serena, sin estridencias, que propone una utopía que es también una ética: consustanciarse con el todo. Piedad Bonnett, jurado Premio Loewe.
Conmociona la profundidad de la palabra del poeta. Emociona su aliento lírico, la musicalidad de su rima libre, la soledad sonora de sus endecasílabos. Estamos ante un poeta de rara originalidad, tal vez con resonancias machadianas vertebradas por los poemas de la consumación de Vicente Aleixandre. Luis María Ansón. El Cultural 26-04-2019
Es la suya una poesía tersa, pulida, hondamente arraigada en una tradición que Sánchez ha ido haciendo propia con los años y la experiencia, y que abarca desde el Antiguo Testamento, pasando por nuestra Edad Media y nuestros Siglos de Oro, hasta llegar al simbolismo francés y el surrealismo, su heredero. Agustín Pérez Leal. Turia, n.º 132. 2019.
Los ecos primordiales confieren al verso una naturalidad que destierran toda posible impostación o artificio. De la desnudez se origina una subyugante belleza. Solo cuando la poesía se desprende de la hojarasca, cuando pierde el alambique, hay pureza en el canto. Basilio Sánchez capta ese momento milagroso del desprendimiento, de la resta como opción artística para sumar así intensidad. López López C. M. Monteagudo. Revista de Literatura. Universidad de Murcia, 2021.
El baile de los pájaros, de Basilio Sánchez, es una lección existencial, poética y filosófica. Si Giotto escribiera lo haría como Basilio Sánchez. Jaime Siles. Levante EMV. 23-09-2023
Los poemas que Basilio Sánchez ha escrito en 40 años dibujan el diagrama de flujo de una escritura capaz de presentar procesos complejos con sencillez, las variaciones, armonías y simetrías de una suma poética de creciente limpidez. Antonio Ortega. Babelia. 15-07-2023

## Obra
Poesía
- A este lado del alba,  Madrid, Ediciones Rialp, Colección Adonáis, 1984.
- Los bosques interiores, Badajoz, Alcazaba, 1993. Reedición revisada en Salamanca, Amarú, 2002.
- La mirada apacible, Valencia, Editorial Pre-Textos, 1996.
- Al final de la tarde, Madrid, Calambur, 1998.
- El cielo de las cosas, Mérida, Editora Regional de Extremadura, 2000.
- Para guardar el sueño, Madrid, Visor, 2003.
- Entre una sombra y otra, Madrid, Visor, 2006.
- Las estaciones lentas, Madrid, Visor, 2008.
- Los bosques de la mirada, Poesía reunida 1984-2009, Madrid, Calambur, 2010.
- Cristalizaciones, Madrid, Hiperión, 2013.
- Esperando las noticias del agua, Valencia, Pre-Textos, 2018.
- He heredado un nogal sobre la tumba de los reyes, Madrid, Visor, 2019.
- El baile de los pájaros, Valencia, Pre-Textos, 2023.

Prosa
- El cuenco de la mano, Villanueva de la Serena, Littera Libros, 2007.
- La creación del sentido, Valencia, Pre-Textos, 2015.
- El buen lugar, Valencia, Pre-Textos, 2025.

## Reseñas críticas
- José María Barrera, Los bosques interiores. ABC Cultural, 7 de enero de 1994
- Carlos Álvarez-Ude, Al final de la tarde. Hablar/Falar de Poesía, N.º 2, 1999
- Miguel Casado, El nombre de las cosas. ABC Cultural, 3 de septiembre de 1998
- Manuel Rico, La vida contemplada. Babelia, El País, 10 de abril de 1999
- Tomás Sánchez Santiago, El cielo de las cosas. Diario HOY, Árrago, 28 de marzo de 2001
- Álvaro Valverde, Un lugar habitable. ABC, 22 de mayo de 2004
- Luis García Jambrina, Una casa en lo alto. ABC Cultural, 26 de junio de 2004
- Ángel L. Prieto de Paula, El aceite en la herida. Babelia, El País, 7 de agosto de 2004
- Antonio Ortega, A la altura del mundo. Babelia, El País, 15 de julio de 2006
- Luis García Jambrina, Una verdad sin ruido. ABC Cultural, 12 de agosto de 2006
- Túa Blesa, Entre una sombra y otra. El Cultural, El Mundo, 25 de mayo de 2006
- José Luis Puerto, El que enciende las lámparas. Espacio/Espaço Escrito, Badajoz 2009
- Eduardo Moga, La trascendencia de la lentitud. Turia, n.º 88, Nov 2008 – Feb 2009
- Francisco Onieva, Las estaciones lentas. Cuadernos del Sur, Diario de Córdoba, 31 de enero de 2010
- Javier Lostalé, La experiencia de lo íntimo. Turia, n.º 99, junio-octubre de 2011
- Ada Salas, La memoria soñada. Cuadernos Hispanoamericanos. N.º 736, octubre de 2011
- Álvaro Valverde, La poesía reunida de Basilio Sánchez. Suroeste, Revista de literaturas ibéricas, n.º 2, Badajoz 2012
- Manuel Rico, Cristalizaciones, de Basilio Sánchez. El País, Babelia, 26 de octubre de 2013
- Miguel Ángel Lama, Una oculta cohesión: Cristalizaciones. Transtierros, Revista latinoamericana de poesía. Perú, agosto de 2013
- Alejandro López Andrada, El fulgor de las sombras. Turia, N.º 108, noviembre de 2013
- Raquel Lanseros: Esperando las noticias del agua, de Basilio Sánchez. Ideal, 26-01-2019
- Luis María Ansón: Basilio Sánchez hereda un nogal sobre la tumba de los reyes. El Cultural de El Mundo, 26-04-2019
- Túa Blesa: He heredado un nogal sobre la tumba de los reyes. El Cultural, 8-03-2019
- Manuel Rico: Cuando los árboles tienen sed. Babelia. El País. 15-04-2019
- Antonio Ortega: El baile de los pájaros. Babelia. El País. 15-07-2023
- Jaime Siles: Basilio Sánchez, el fervor de lo vivo. Diario Levante EMV. 23-09-2023